# Emma Suárez
Emma Suárez Bodelón (Madrid, 25 de junio de 1964) es una actriz española, ganadora de dos Premios Goya a la mejor interpretación femenina protagonista y uno a la mejor interpretación femenina de reparto y reconocida con la Medalla de Oro al Mérito en las Bellas Artes (2020).

## Biografía

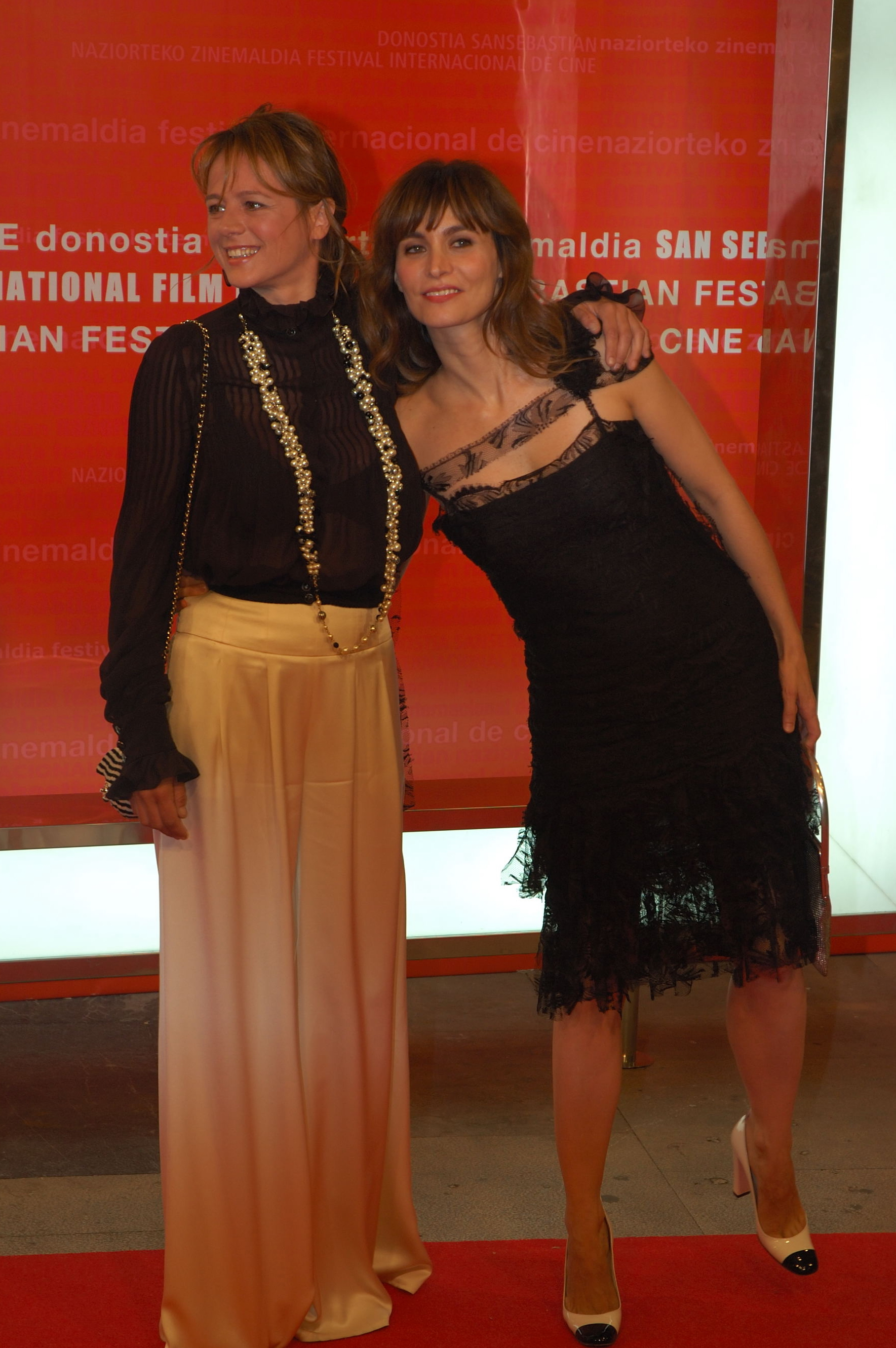
Emma Suárez (izquierda) con Ana Risueño en el Festival Internacional de Cine de San Sebastián de 2006

Nació en una familia alejada del espectáculo y sin especial vocación de actriz, con catorce años fue seleccionada en un casting juvenil para protagonizar la adaptación cinematográfica de la novela de Rosa Chacel Memorias de Leticia Valle. Dirigió Miguel Ángel Rivas y coincidió en el reparto con Fernando Rey, Ramiro Oliveros, Esperanza Roy y Jeannine Mestre, entre otros.
Decidió entonces dedicarse profesionalmente a la interpretación y en 1982 debutó en el teatro con El cementerio de los pájaros, obra de Antonio Gala, que tuvo en sus papeles protagonistas a Irene Gutiérrez Caba y Encarna Paso.
Completó su formación en el escenario y en los rodajes de películas de directores de renombre como Antonio Betancor (1919: Crónica del alba), José Luis Garci (Sesión continua) o José Luis Borau (Tata mía) y con nuevos valores como Isabel Coixet (Demasiado viejo para morir joven).
En 1986, encarnó a la sobrina y confidente de Carlota Núñez (Concha Cuetos) en la serie de TVE Tristeza de amor. Su labor teatral prosiguió en las obras Bajarse al moro y La Chunga.
Su popularidad en España se disparó cuando Joaquín Sabina la eligió para el papel de la protagonista femenina en el videoclip de su éxito Así estoy yo sin ti. Convertida en una firme promesa muy bien acogida por la crítica,[cita requerida] en 1989 asumió su primer papel principal como actriz en La blanca paloma, de Juan Miñón, donde coincidió con Francisco Rabal y Antonio Banderas.
Durante la década de 1990 se sucedieron sus éxitos cinematográficos, alcanzando notable popularidad y prestigio.[cita requerida] Las películas que rodó con el novel Julio Medem (Vacas, La ardilla roja y Tierra) anticiparon la llamada de Pilar Miró para protagonizar El perro del hortelano, cuya actuación le valió el premio Goya a la mejor actriz protagonista y Tu nombre envenena mis sueños. En todas ellas formó una sólida pareja artística con el actor Carmelo Gómez.
En 1997 regresó a la televisión con la serie Querido maestro. Posteriormente, se mostró más selectiva en sus proyectos para el cine y retomó su carrera teatral; en 2002, protagonizó junto a Aitana Sánchez-Gijón la obra Las criadas, de Jean Genet con dirección de Mario Gas. Otros montajes en los que intervino son Proserpina, Perséfone (a las órdenes de Bob Wilson) y Tío Vania (dando vida al personaje de Elena).
Después de rodar Visionarios y El caballero Don Quijote con Manuel Gutiérrez Aragón, en 2004 encarnó a la mujer que se enamora del preso Juan José Garfia en la película Horas de luz. Tuvo  actuaciones importantes en Bajo las estrellas, La casa de mi padre y La mosquitera.
Entre sus trabajos televisivos cabe destacar El pantano, Cuéntame cómo pasó y Cazadores de hombres.
Consiguió el Premio Goya a la mejor actriz en 1996 por su interpretación en verso en la película El perro del hortelano, de Pilar Miró, que también le reportó, entre otros, el premio Fotogramas de Plata. En la edición de los Goya, celebrada en febrero de 2017, se llevó dos premios: el de actriz principal por Julieta, de Pedro Almodóvar, y el de actriz de reparto por La próxima piel, de Isaki Lacuesta.
En 2020, recibió la Medalla de Oro al mérito en las Bellas Artes.

### Vida privada
En lo personal, estuvo casada con el realizador Juan Estelrich Jr., quien la dirigió en los largometrajes La vida láctea y Pintadas y con quien tuvo su primer hijo, Juan (nacido en 1992). Tras la ruptura con Estelrich, Suárez fue pareja del músico Andy Chango, con quien tuvo una hija, hasta su ruptura en 2010.

## Filmografía

### Cine
- Memorias de Leticia Valle (Miguel Ángel Rivas, 1980)
- 1919: Crónica del alba (Antonio Betancor, 1983)
- El jardín secreto (Carlos Suárez, 1984)
- Sesión continua (José Luis Garci, 1984)
- Hierro dulce (Francisco Rodríguez, 1985)
- Marbella, un golpe de cinco estrellas (Miguel Hermoso, 1985)
- Oficio de muchachos (Carlos Romero Marchent, 1986)
- Tata mía  (José Luis Borau, 1986)
- En penumbra (José Luis Lozano, 1987)
- Demasiado viejo para morir joven (Isabel Coixet, 1988)
- Blancaflor, la hija del diablo (Jesús García de Dueñas, 1988)
- La blanca paloma (Juan Miñón, 1989)
- La luna negra (Imanol Uribe, 1989)
- A solas contigo (Eduardo Campoy, 1990)
- Contra el viento (Paco Periñán, 1990)
- Tramontana (Carlos Pérez Ferré, 1991)
- Vacas (Julio Medem, 1992)
- Orquesta Club Virginia, (Manuel Iborra, 1992)
- La vida láctea (Juan Estelrich Jr., 1992)
- La ardilla roja (Julio Medem, 1993)
- Enciende mi pasión (José Miguel Ganga, 1994)
- Una casa en las afueras (Pedro Costa, 1995)
- El perro del hortelano (Pilar Miró, 1996)
- Tierra (Julio Medem, 1996)
- Pintadas (Juan Estelrich Jr., 1996)
- Tu nombre envenena mis sueños (Pilar Miró, 1997)
- Golpe de estadio (Sergio Cabrera, 1998)
- Sobreviviré (Alfonso Albacete y David Menkes, 1999)
- La ciudad de los prodigios (película) (Mario Camus, 1999)
- Besos para todos (Jaime Chávarri, 2000)
- La dama de Porto Pim (José Antonio Salgot, 2001)
- Visionarios (Manuel Gutiérrez Aragón, 2001)
- El caballero don Quijote (Manuel Gutiérrez Aragón, 2002)
- Sansa (Siegfried, 2003)
- Horas de luz (Manuel Matji, 2004)
- Todos los días son tuyos (José Luis Gutiérrez Arias, 2007)
- Bajo las estrellas (Félix Viscarret, 2007)
- Óscar, una pasión surrealista (Lucas Fernández, 2008)
- La casa de mi padre (Gorka Merchán, 2009)
- La mosquitera (Agustí Vila, 2010)
- Héroes (Pau Freixas, 2010)
- Área de descanso (Michael Aguilo, 2011)
- ¿Para qué sirve un oso? (Tom Fernández, 2011)
- Buscando a Eimish (Ana Rodríguez Rosell, 2012)
- Murieron por encima de sus posibilidades (Isaki Lacuesta, 2014)
- La próxima piel (Isaki Lacuesta, Isa Campo, 2015)
- Novatos (Pablo Aragüés, 2015)
- Falling Apart (Ana Rodríguez Rosell, 2015)
- Las Furias (Miguel del Arco, 2016)
- Julieta, (Pedro Almodóvar, 2016)
- Las hijas de Abril (Michel Franco, 2017)
- 70 binladens (Koldo Serra, 2018)
- Una ventana al mar (Miguel Ángel Jiménez, 2019)
- La Influencia (Denis Rovira, 2019)
- Invisibles ( Gracia Querejeta, 2020)
- Josefina (Javier Marco, 2021)
- La consagración de la primavera (Fernando Franco, 2022)
- La ternura (Vicente Villanueva, 2023)
- Desmontando un elefante (Aitor Echeverría, 2024)

### Televisión
| Año  | Título                 | Personaje                         | Cadena      | Notas        |
| ---- | ---------------------- | --------------------------------- | ----------- | ------------ |
| 1984 | Fragmentos de interior | Luisa                             | La 1        | 4 episodios  |
| 1986 | Tristeza de amor       | Leticia                           | La 1        | 13 episodios |
| 1989 | Delirios de amor       | Almudena                          | La 1        | 1 episodio   |
| 1994 | La mujer de tu vida    | Lucía                             | La 1        | 1 episodio   |
| 1997 | Querido maestro        | Elena de Diego                    | Telecinco   | 25 episodios |
| 2003 | El Pantano             | Claudia Alonso                    | Antena 3    | 9 episodios  |
| 2004 | Cuéntame cómo pasó     | Elisa                             | La 1        | 7 episodios  |
| 2007 | Hospital Central       | Blanca López                      | Telecinco   | 3 episodios  |
| 2008 | Cazadores de hombres   | Ana Leal                          | Antena 3    | 8 episodios  |
| 2010 | Vuelo IL 8714          | Olga                              | Telecinco   | 2 episodios  |
| 2010 | Sofía                  | Federica de Grecia                | Telecinco   | 2 episodios  |
| 2017 | La zona                | Marta Carcedo                     | Movistar+   | 6 episodios  |
| 2019 | Criminal               | María de los Ángeles Toranzo Puig | Netflix     | 3 episodios  |
| 2020 | Néboa                  | Mónica Ortiz                      | La 1        | 8 episodios  |
| 2022 | Intimidad              | Miren                             | Netflix     | 8 episodios  |
| 2023 | Reina Roja             | Laura Trueba                      | Prime Video | 7 episodios  |
| 2025 | El jardinero           | Sabela Costeira                   | Netflix     | 6 episodios  |

### Teatro

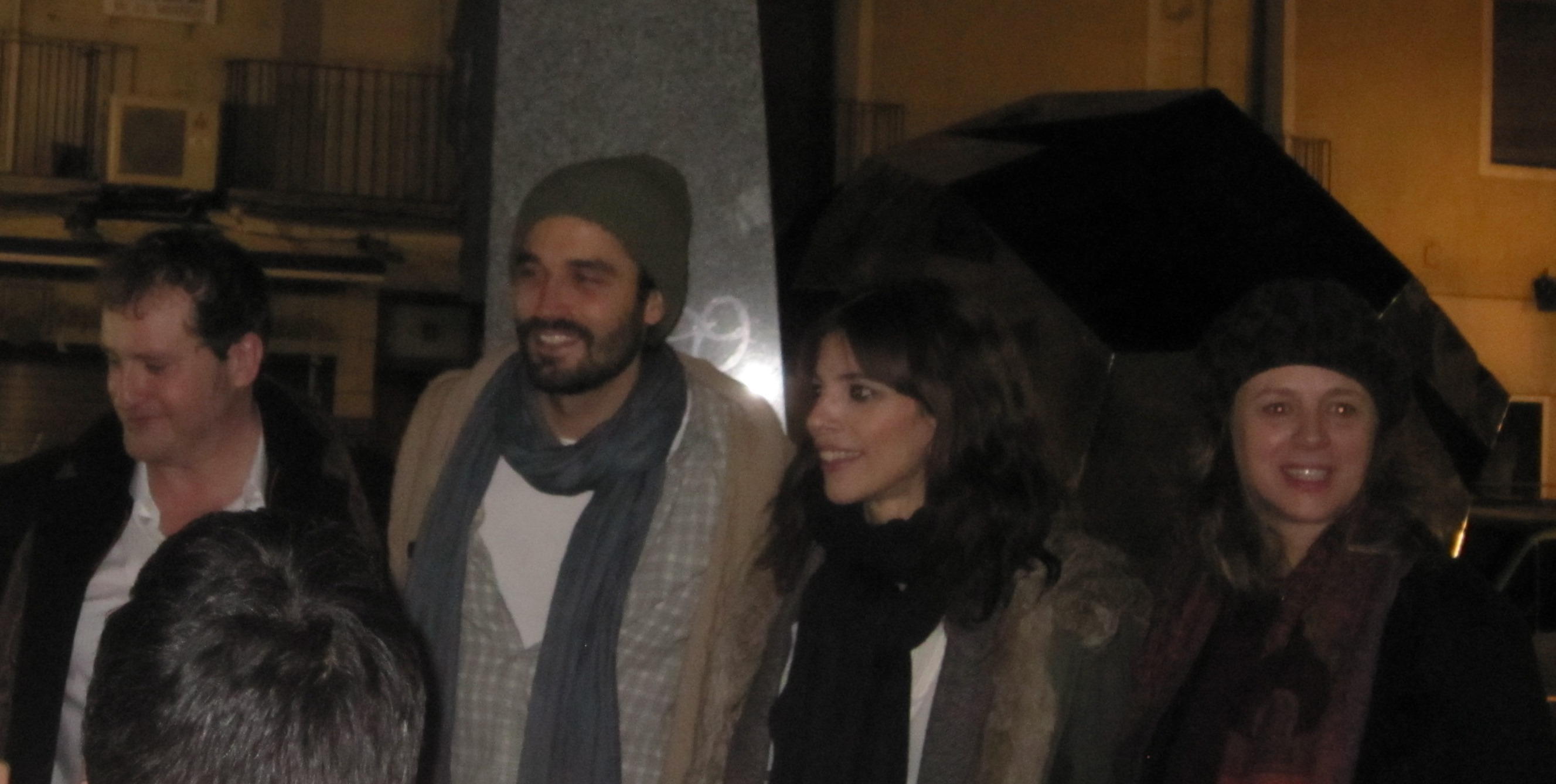
Emma Suárez (derecha) junto al elenco de Los hijos de Kennedy

- El cementerio de los pájaros (1982-1983)
- Bajarse al moro (1985-1986)
- La Chunga (1987)
- Las criadas (2002)
- Proserpina, Perséfone (2004)
- A Electra le sienta bien el luto (2005-2006)
- Tío Vania (2008)
- Calpurnia (2011)
- Antígona (2011)
- La avería (2011-2012)
- Viejos tiempos (2012)
- Deseo (2013)
- Los hijos de Kennedy (2013-2014)

## Premios y candidaturas
Premios Goya
| Año  | Categoría                                  | Película                        | Resultado |
| ---- | ------------------------------------------ | ------------------------------- | --------- |
| 1993 | Mejor interpretación femenina protagonista | La ardilla roja                 | Nominada  |
| 1996 | Mejor interpretación femenina protagonista | El perro del hortelano          | Ganadora  |
| 2007 | Mejor interpretación femenina protagonista | Bajo las estrellas              | Nominada  |
| 2010 | Mejor interpretación femenina protagonista | La mosquitera                   | Nominada  |
| 2016 | Mejor interpretación femenina protagonista | Julieta                         | Ganadora  |
| 2016 | Mejor interpretación femenina de reparto   | La próxima piel                 | Ganadora  |
| 2021 | Mejor interpretación femenina protagonista | Josefina                        | Nominada  |
| 2023 | Mejor interpretación femenina de reparto   | La consagración de la primavera | Nominada  |

Premios Sant Jordi de Cinematografía
| Año  | Categoría                         | Película                | Resultado |
| ---- | --------------------------------- | ----------------------- | --------- |
| 1990 | Mejor actriz en película española | La blanca paloma        | Ganadora  |
| 1994 | Mejor actriz en película española | La ardilla roja         | Ganadora  |
| 2016 | Mejor actriz en película española | Julieta La próxima piel | Ganadora  |

Fotogramas de Plata
| Año  | Categoría                  | Trabajo                                                         | Resultado |
| ---- | -------------------------- | --------------------------------------------------------------- | --------- |
| 1990 | Mejor actriz de cine       | A solas contigo Contra el viento La blanca paloma La luna negra | Nominada  |
| 1993 | Mejor actriz de cine       | La ardilla roja                                                 | Nominada  |
| 1996 | Mejor actriz de cine       | El perro del hortelano Tierra Tu nombre envenena mis sueños     | Ganadora  |
| 1997 | Mejor actriz de televisión | Querido maestro                                                 | Nominada  |
| 2016 | Mejor actriz de cine       | Julieta                                                         | Ganadora  |

Unión de Actores
| Año  | Categoría                                       | Trabajo                | Resultado |
| ---- | ----------------------------------------------- | ---------------------- | --------- |
| 1993 | Mejor interpretación protagonista de cine       | La ardilla roja        | Ganadora  |
| 1996 | Mejor interpretación protagonista de cine       | El perro del hortelano | Nominada  |
| 1997 | Mejor interpretación protagonista de televisión | Querido maestro        | Nominada  |
| 2016 | Mejor actriz protagonista de cine               | Julieta                | Nominada  |
| 2016 | Mejor actriz de reparto de cine                 | Las furias             | Nominada  |

Medallas del Círculo de Escritores Cinematográficos
| Año  | Categoría    | Película               | Resultado |
| ---- | ------------ | ---------------------- | --------- |
| 1992 | Mejor actriz | Orquesta Club Virginia | Ganadora  |
| 2004 | Mejor actriz | Horas de luz           | Nominada  |
| 2016 | Mejor actriz | Julieta                | Ganadora  |
| 2020 | Mejor actriz | Invisibles             | Nominada  |

Premios Cinematográficos José María Forqué
| Año  | Categoría    | Trabajo       | Resultado |
| ---- | ------------ | ------------- | --------- |
| 2010 | Mejor actriz | La mosquitera | Ganadora  |
| 2016 | Mejor actriz | Julieta       | Ganadora  |

Premios Platino
| Año  | Categoría                     | Película           | Resultado | Ref.  |
| ---- | ----------------------------- | ------------------ | --------- | ----- |
| 2017 | Mejor Interpretación Femenina | Julieta            | Nominada  | [ 9 ] |
| 2018 | Mejor Interpretación Femenina | Las Hijas de Abril | Nominada  |       |

Premios Feroz
| Año  | Categoría                            | Película | Resultado |
| ---- | ------------------------------------ | -------- | --------- |
| 2017 | Mejor actriz de reparto en una serie | La zona  | Ganadora  |

Premios Gaudí
| Año  | Categoría                               | Película        | Resultado |
| ---- | --------------------------------------- | --------------- | --------- |
| 2010 | Mejor interpretación femenina principal | La mosquitera   | Nominada  |
| 2016 | Mejor interpretación femenina principal | La próxima piel | Ganadora  |

SEMINCI - Semana Internacional de Cine de Valladolid
| Año  | Categoría                       | Película/Serie/Montaje | Resultado |
| ---- | ------------------------------- | ---------------------- | --------- |
| 2010 | Espiga de Oro a la Mejor Actriz | La mosquitera          | Ganadora  |
| 2017 | Espiga de Honor                 | Espiga de Honor        | Ganadora  |

Otros premios
- Premio de la Asamblea de Directores, Realizadores Cinematográficos y Audiovisuales Españoles (1989), por La blanca paloma.
- Premio Ondas 1996 a la mejor actriz, por Tierra y Tu nombre envenena mis sueños.
- Premio Turia a la mejor actriz (1994), por La ardilla roja; premio especial en 2004 por Horas de luz.
- Premio Zapping a la mejor actriz (2009), por Cazadores de hombres.
- Premio Teatro de Rojas a la mejor interpretación femenina (2011), por La avería.
- Medalla de Oro al mérito en las Bellas Artes.[2]